# Ismail al-Mansur
Abu Tahir Ismail al-Mansur bi-’llah (arabisch أبو طاهر إسماعيل المنصور بالله, DMG Abū Ṭāhir ʾIsmāʿīl al-Manṣūr bi-’llāh; * 913 in Raqqada; † 19. März 953) war von 946 bis 953 in Ifrīqiya der dritte Kalif der Fatimiden.

## Leben
Abu Tahir Ismail wurde 913 in Raqqada bei Kairouan geboren und übernahm 946 die Herrschaft von seinem Vater Abu l-Qasim al-Qaim (reg. 934–946). Das Fatimidenreich befand sich durch den Aufstand des Abu Yazid (943–947) damals in einer schweren Krise. Erst nachdem die Einheit der Aufständischen zerfallen war, gelang es Ismail mit Hilfe der berberischen Ziriden, die Revolte zu unterdrücken. Erst nach der Gefangennahme von Abū Yazīd am 15. August 947 und seinem Tod wenige Tage später gab sich Ismail als Imam und Kalif zu erkennen und nahm den Thronnamen al-Mansūr bi-nasr Allāh („der Sieger durch Gottes Hilfe“) an. Als Zeichen seines Triumphes errichtete er die neue Residenz al-Mansuriya bei Kairuan.
Bis zum Ende seiner Regierung war Ismail al-Mansur mit der Reorganisation des Fatimidenreiches beschäftigt. So nahm er wieder die Kämpfe mit den Umayyaden von Córdoba in Marokko auf (siehe: Kalifat von Córdoba). Außerdem konnte Sizilien erneut unterworfen und die Raubzüge gegen Italien wieder aufgenommen werden (siehe auch Islam in Italien). In Sizilien wurde die Herrschaft der Fatimiden durch die Einsetzung der Kalbiten als Emire gefestigt. Ismail al-Mansur starb nach einer schweren Erkrankung bereits am 19. März 953 und hinterließ das Reich seinem Sohn Abu Tamim al-Muizz († 975).